# Langur daurat de Gee
El langur daurat de Gee (Trachypithecus geei) és una espècie de primat de la família dels cercopitècids. És originari d'una petita regió de l'Índia i de Bhutan. El seu hàbitat natural són els boscos amb arbres bastant alts, on fa servir la cua per mantenir l'equilibri quan salta d'un arbre a l'altre. Està amenaçat per diversos motius, incloent-hi la petitesa del seu àmbit de distribució. Es tracta d'un animal herbívor que s'alimenta de fruita, fulles, llavors, brots i flors.